# عرمة (رصد)

تعديل مصدري - تعديل

عرمه هي إحدى قرى عزلة القارة بمديرية رصد التابعة لمحافظة أبين، بلغ تعداد سكانها 112 نسمة حسب تعداد اليمن لعام 2004.